# Materia oscura fredda
In cosmologia, la materia oscura fredda (nota come CDM, acronimo dell'inglese Cold Dark Matter) è un'ipotetica forma di materia oscura formata da particelle "lente" e quindi "fredde".
In base all'attuale modello standard della cosmologia, il modello Lambda-CDM, circa il 27% dell'Universo sarebbe composto di materia oscura, il 68% di energia oscura e soltanto una piccola frazione sarebbe data dalla materia barionica che compone stelle, pianeti e organismi viventi. L'aggettivo fredda si riferisce al fatto che questa materia oscura si muove lentamente in confronto alla velocità della luce, mentre l'attributo oscura indica che essa interagisce molto debolmente sia con la materia ordinaria che con la radiazione elettromagnetica. I candidati proposti per la CDM includono le particelle di grande massa debolmente interagenti (WIMP), i buchi neri primordiali e gli assioni.
Alcuni cosmologi sostengono la teoria della CDM come una possibile spiegazione di come l'universo sia passato da una notevole omogeneità iniziale successiva al big bang, evidenziata dalla radiazione cosmica di fondo, all'attuale grande disomogeneità data da galassie, ammassi di galassie e superammassi, che ne caratterizzano la struttura a grande scala.

## Storia
La teoria della materia oscura fredda fu originalmente proposta nel 1982 da Jim Peebles; mentre l'idea della materia oscura calda fu proposta in modo indipendente da J. Richard Bond, Alex Szalay e Michael Turner; e George Blumenthal, H. Pagels e Joel Primack.
In un articolo del 1984,  Blumenthal, Sandra M. Faber, Primack e Martin Rees svilupparono i dettagli della teoria.

## Caratteristiche
Nella CDM la struttura cresce gerarchicamente con piccoli oggetti che collassano per primi accumulandosi progressivamente per comporre via via oggetti sempre più massicci. Al contrario nel paradigma della materia oscura calda, molto sostenuta nei primi anni ottanta, la struttura non si forma gerarchicamente, ma piuttosto dalla frammentazione di superammassi, formatisi per primi e successivamente spezzati in strutture più piccole come la nostra galassia, la Via Lattea. Le osservazioni astronomiche su larga scala non concordarono comunque con le previsioni della teoria, mentre le previsioni della CDM sono generalmente aderenti alle osservazioni.
Ci sono però due importanti discrepanze che potrebbero compromettere la validità del paradigma della CDM:
- il problema della cuspide degli aloni galattici, per il quale le previsioni della CDM porterebbero a una curva di rotazione degli aloni galattici molto più "a picco" rispetto a quella osservata
- il problema delle galassie nane, che deriva dal fatto che la CDM prevede la formazione di molte galassie nane della dimensione di un millesimo della Via Lattea, non ancora osservate.

Entrambi questi problemi presentano diverse soluzioni proposte, alcune più promettenti. Se queste difficoltà siano o meno risolvibili, rappresentando semplicemente un ostacolo temporaneo, o viceversa una crisi della teoria, è argomento di discussione nella comunità scientifica.

## Composizione
La CDM non prevede esattamente quali siano le particelle che la compongono. La materia oscura può essere rilevata tramite le sue interazioni gravitazionali con la materia ordinaria e la radiazione. Non è pertanto facile determinare quali potrebbero essere i costituenti della CDM.
Tre tipologie di particelle sono considerate possibili candidati:
- Assioni: si tratta di particelle molto leggere con uno specifico tipo di auto-interazione.[5][6]

In anni recenti gli assioni sono diventati candidati molto promettenti per la materia oscura. Hanno il vantaggio teorico che la loro esistenza risolverebbe il problema della CP forte nella cromodinamica quantistica, ma non sono mai stati rilevati. Gli assioni appartengono alla vasta categoria di particelle leggere debolmente interagenti (WISP), che sono la controparte leggera delle WIMP.
- MACHOs – o Massive Compact Halo Objects (oggetti massicci e compatti dell'alone galattico) che possono essere oggetti condensati come i buchi neri, le stelle di neutroni e le nane bianche, oppure stelle molto deboli o oggetti non luminosi come pianeti. La loro ricerca consiste nel ricercare l'effetto di lente gravitazionale che questi oggetti produrrebbero sulle galassie dello sfondo.

Alcuni studiosi ritengono che le limitazioni poste da queste ricerche, escludano di fatto i MACHO dalla lista dei candidati.
- WIMP – o Weakly Interacting Massive Particles (particelle massicce a debole interazione) che non interagiscono con la materia circostante, ma che hanno una massa considerevole. Sono previste dal modello standard, ma attualmente non si conoscono particelle che rispondono a tali requisiti; il loro studio richiede rivelatori sensibili e l'uso degli acceleratori di particelle. Le WIMP sono state storicamente considerate come uno dei candidati più promettenti per la composizione della materia oscura,[9][11][13] ma in anni recenti sono state soppiantate dagli assioni, per via della loro non rilevabilità negli esperimenti.[7]

Gli autori dell'esperimento DAMA/NaI e il suo successore DAMA/LIBRA ritengono di aver rilevato la presenza di particelle di materia oscura che attraversano la Terra, ma altri scienziati rimangono scettici perché i risultati di altri esperimenti non sembrano compatibili con quelli di DAMA.